# Cry-Baby
Cry-Baby je americký komediální muzikál režiséra Johna Waterse. Byl natočen roku 1990 a patří mezi první snímky tedy ještě téměř neznámého Johnnyho Deppa. Jednalo se o první Waltersův film pro větší filmovou společnost (Universal Studios) a získal rozpočet 11 milionů dolarů.
Film vypráví příběh Wada Walkera (má přezdívku Cry-baby), kluka ze špatné rodiny, do kterého se zamiluje Allison, dívka z dobré rodiny. Oba milují zpívání a právě to je k sobě přivede.
Děj je vyprávěn až parodicky a zdá se, že až zesměšňuje ikonografii rockových filmů.
Film si oblíbili fanoušci hlavně pro jeho vydařené hudební scény. Ve filmu zní převážně původní písně psané ve stylu popu padesátých let. Masterpiecem celého filmu je píseň „Please Mister Jailer“. Písně hlavních postav herci sami nezpívají, za Deppa zpívá James Intveld a za Amy Locaneovou v roli Allison zpívá Rachel Sweetová.